# Bataille de Calcinato (1201)
Pour les articles homonymes, voir Bataille de Calcinato.
Guerres entre guelfes et gibelins
Batailles
1150 – 1200
- Vernavola (1154)
- Spolète (1155)
- Tortone (1155)
- Milan (1158)
- Siziano (1159)
- Crema (1159)
- Carcano (1160)
- Milan (1162)
- Prataporci (1167)
- Alexandrie (1174-1175)
- Legnano (1176)

1201 – 1250
- Calcinato (1201)
- Casei Gerola (1213)
- Cortenuova (1237)
- Brescia (1238)
- Faenza (1239)
- Giglio (1241)
- Viterbe (1243)
- Parme (1248)
- Fossalta (1249)
- Cingoli (1250)

1251 – 1300
- Bataille de Montebruno (1255)
- Cassano (1259)
- Montaperti (1260)
- Bénévent (1266)
- Tagliacozzo (1268)
- Colle (1269)
- Roccavione (1275)
- Desio (1277)
- Forlì (1282)
- Pieve al Toppo (1288)
- Campaldino (1289)

1301 – 1350
- Pavie (1302)
- La Lastra (1304)
- Milan (1311)
- Soncino (1312)
- Gaggiano (1313)
- Rho (1313)
- Ponte San Pietro (1313)
- Scrivia (1315)
- Montecatini (1315)
- Pavie (1315)
- Sestri (1318)
- Bardi (1321)
- Mirandola (1321)
- Gorgonzola (1323)
- Vaprio d'Adda (1324)
- Altopascio (1324)
- Zappolino (1325)
- San Felice (1332)
- San Quirico (1341)
- Gamenario (1345)

1351 – 1402
- Mirandola (1355)
- Casorate (1356)
- Solara (1356)
- Alexandrie (1391)
- Casalecchio (1402)

La bataille de Calcinato est une bataille militaire entre guelfes et gibelins ayant eu lieu le 9 août 1201 près de la commune de Calcinato, au sud est de Brescia. Les gibelins remportèrent la bataille.

## Contexte historique
Le XIIe siècle voit la reprise des efforts de l'empereur du Saint-Empire romain germanique, Frédéric Barberousse, pour réaffirmer son autorité dans le nord de l'Italie, que certaines villes lombardes résistent et cherchent à préserver leur autonomie en se rangeant du côté du pape Innocent III. Néanmoins, une faction pro-impériale de villes existe également, appelée parti gibelin" d'après Waiblingen, l'un des premiers centres de pouvoir des Hohenstaufen. Parmi elles se trouvait la ville de Crémone. D'autre part, Brescia, rival traditionnel de Crémone, appartenait aux "guelfes", nommés d'après la dynastie des guelfes qui a pris position en faveur du pape après la rupture entre son duc Henri le Lion et Frédéric Barberousse en 1180.
Après la mort de Frédéric Barberousse, son fils Henri VI devient son successeur. Lorsque Henri VI meurt en 1197, le conflit entre guelfes et gibelins atteint une nouvelle phase dans la dispute pour le trône allemand entre le candidat des Hohenstaufen, Philippe de Souabe, et le candidat Guelfe, Otto. Bien que ce conflit se soit largement déroulé en Allemagne même, l'Italie reste le théâtre de guerres par procuration. Elles tournaient principalement autour de la question de quelles familles nobles locales allaient diriger leurs communes respectives en tant que podestat. À Brescia, il s'agissait de Rambertino Buvalelli, tandis que les gibelins de Crémone étaient dirigés par la famille Suardi.

## La bataille
Les forces se rencontrent sur la plaine d'Albesago di Ponte San Marco (aujourd'hui San Vito, un hameau de Bedizzole, à environ un kilomètre au nord de Calcinato). La bataille est remportée par les Gibelins de Crémone, qui capturent également le carroccio brescian, le chariot portant les signes de la ville, symbole d'autonomie municipale et de fierté. Les deux communes concluent alors la paix et les exilés sont autorisés à retourner dans leurs villes d'origine.